# Economía de Samoa Americana
La economía de Samoa Americana es una economía tradicional polinesia en la que más del 90 por ciento de la tierra es de propiedad comunal. La actividad económica está fuertemente vinculada a los Estados Unidos, con quien Samoa Americana realiza la mayor parte de su comercio exterior. Las plantas de pesca y procesamiento de atún son la columna vertebral del sector privado, siendo el atún enlatado la principal exportación. Las transferencias del gobierno federal de los Estados Unidos contribuyen sustancialmente al bienestar económico de Samoa Americana. Los intentos del gobierno de desarrollar una economía más grande y más amplia se ven limitados por la ubicación remota de Samoa, su transporte limitado y sus devastadores huracanes.